# Facundo Garcés
Facundo Tomás Garcés (Santa Fe, 5 settembre 1999) è un calciatore argentino, difensore dell'Alavés.

## Caratteristiche tecniche
È un difensore centrale.

## Carriera
Cresciuto nel settore giovanile del Colón (SF), debutta in prima squadra il 4 dicembre 2020 in occasione dell'incontro di Copa Diego Armando Maradona vinto 2-0 contro il Central Córdoba (SdE).

## Statistiche

### Presenze e reti nei club
Statistiche aggiornate al 31 luglio 2021.
| Stagione        | Squadra         | Campionato      | Campionato | Campionato | Coppe nazionali | Coppe nazionali | Coppe nazionali | Coppe continentali | Coppe continentali | Coppe continentali | Altre coppe | Altre coppe | Altre coppe | Totale | Totale |
| Stagione        | Squadra         | Comp            | Pres       | Reti       | Comp            | Pres            | Reti            | Comp               | Pres               | Reti               | Comp        | Pres        | Reti        | Pres   | Reti   |
| --------------- | --------------- | --------------- | ---------- | ---------- | --------------- | --------------- | --------------- | ------------------ | ------------------ | ------------------ | ----------- | ----------- | ----------- | ------ | ------ |
| 2020            | Colón (SF)      |                 | -          | -          | CdL             | 4               | 0               |                    | -                  | -                  |             | -           | -           | 4      | 0      |
| 2021            | Colón (SF)      | PD              | 4          | 0          | CA+CdL          | 1+15            | 0               |                    | -                  | -                  |             | -           | -           | 20     | 0      |
| Totale carriera | Totale carriera | Totale carriera | 4          | 0          |                 | 20              | 0               |                    | -                  | -                  |             | -           | -           | 24     | 0      |